# زبان یهودی-کاتالان
یهودی-کاتالان (عبری: קטלאנית יהודית‎؛ کاتالونیایی: judeocatalà، IPA: [ʒuˌðewkətəˈla])، کاتالانیک یا قاتالانیت نیز نامیده می‌شود(عبری: קאטאלנית‎؛ کاتالونیایی: catalànic یا qatalanit)، یک زبان فرضی یهودی بود که یهودیان در کاتالونیای شمالی و امروزه در شمال شرقی اسپانیا، به ویژه در کاتالونیا، والنسیا و جزایر بالئاری بدان سخن می‌گفتند.
از نظر زبان‌شناختی، این زبان برای داشتن ویژگی‌های مشترک بسیاری با اوایل یهود-پرووانسال شناخته شده‌است. این امر مربوط به یهودیانی است که در کاتالونیای قدیم، میان پرپیگنان و بارسلونا، زندگی می‌کردند و حداقل تا جنگ مورات در سال ۱۲۱۳ با اکسیتانیا ارتباط داشتند. بیشتر متون یهودی در این منطقه به زبان کاتالان با حروف عبری نوشته شده‌اند. با این حال، در کاتالونای غربی و جنوبی، بیشتر در نتیجه تسخیر موروها بر ایبریا، یهودی-کاتالان باید کاملاً از یهودا-پرووانسال متمایز می‌بود. دوران زنده یهودی-کاتالان میان اوایل سده ۱۲ و سال ۱۴۹۲ است، زمانی که یهودیان با فرمان الحمرا از اسپانیا اخراج شدند.